# Jorge Barradas
Jorge Nicholson Barradas, ou Barradinhas de alcunha (Santa Justa, Lisboa, 16 de julho de 1894 – Encarnação, Lisboa, 30 de junho de 1971), foi um pintor, ceramista, ilustrador e caricaturista português.
Pertence à segunda geração de artistas modernistas portugueses, tendo participado nas primeiras tentativas renovadoras na arte portuguesa do século XX.
"Homem discreto, fino espírito de conversador e de memorialista", Jorge Barradas construiu uma carreira multifacetada, afirmando-se primeiro no desenho de humor e publicidade e, depois, também na pintura e decoração. A partir de meados da década de 1940 redirecionou a sua obra, dedicando-se durante vinte anos à cerâmica e azulejo; é considerado uma figura chave da renovação dessa área a nível nacional.

## Biografia
Nasceu a 16 de julho de 1894 na freguesia de Santa Justa, em Lisboa. Era filho do guarda-livros João António Evangelista Barradas, falecido em março de 1895, e de Isabel Nicholson Barradas, doméstica, ambos naturais de Lisboa (ele da freguesia de Alcântara e ela da freguesia dos Mártires). À data do batismo, a 6 de dezembro de 1896, Jorge Barradas já era órfão de pai.
Oriundo de uma família modesta, Jorge Barradas frequentou o curso técnico da Escola Machado de Castro, mas não chegou a concluir a formação. As suas aptidões naturais no domínio do desenho e o incentivo do médico de família levaram a sua mãe a inscrevê-lo de seguida na Escola Superior de Belas-Artes de Lisboa, que também abandonaria prematuramente. A partir daí dedicou-se a uma vida de trabalho e boémia, de "pouco assento profissional", centrando-se no desenho humorístico e na publicidade, atividades predominantes nas décadas de 1910 e 1920.

Em 1911 começou a integrar-se no meio artístico lisboeta, pela mão de Joaquim Guerreiro, diretor de A Sátira. Foi esta a «escola» que frequentou, acamaradando com alguns dos desenhadores e pintores interessantes do tempo. Em 1912, quando contava apenas 17 anos de idade, expôs coletivamente pela primeira vez, participando com oito desenhos na I Exposição dos Humoristas. A sua participação no movimento de modernização das artes em Portugal haveria de estender-se a outras mostras de referência: II Exposição dos Humoristas (1913), onde apresentou 26 obras; I Exposição de Humoristas e Modernistas (1915); III e IV Exposições dos Humoristas (1920 e 1924 respetivamente).

Sem título (1923)

Expôs individualmente pela primeira vez em Vigo (1913). Em 1916 viajou até Paris; no ano seguinte expôs entre os artistas da Galeria das Artes, de José Pacheko, no Salão Bobone. Dedicou-se à publicidade (em associação com António Soares), realizando trabalhos para a chapelaria A Elegante ou para a Companhia Nacional de Moagem, renovando, por exemplo, o aspeto gráfico das caixas de biscoitos e bolachas da Nacional. Espírito livre, independente, colaborou em publicações de orientação diversificada, desde o semanário monárquico Papagaio Real a revistas como Ideia Nacional ou Seara Nova: "nenhuma convicção ideológica em participar ou não participar em tais publicações: Barradas exercia apenas o seu ofício de humorista ou de publicista".
Da sua intensa atividade das décadas iniciais deve destacar-se a colaboração para o magazine Illustração Portuguesa, a direção artística do semanário ABC a Rir (que cedeu a Stuart Carvalhais ao fim de apenas 7 números "por falta de assistência profissional") e de O Riso da vitória  (jornal humorístico publicado durante escassos meses que fundou, em 1919, com Henrique Roldão), as ilustrações em A Pátria, as capas para a revista ABC, a colaboração n’ O Sempre Fixe, nas revistas Contemporânea, O século cómico (1913–1921), Papagaio Real (1914) Ilustração (1926–), Atlântida (1915–1920) e Eva ou no Diário de Lisboa. Segundo José-Augusto França, ao longo dos anos de 1920 Jorge Barradas destaca-se como um dos mais importantes e o mais popular dos ilustradores e capistas portugueses.
Em 1923 viajou até ao Brasil, onde se demorou alguns meses. 
A 7 de abril de 1929, casou civilmente em Lisboa com Laura Martins dos Santos (Encarnação, Lisboa, c. 1907), doméstica, filha do eletricista Domingos dos Santos e de Augusta Martins, doméstica, ambos naturais de Góis (ele da freguesia da Várzea de Góis, atualmente denominada Vila Nova do Ceira, e ela da freguesia de Góis).

Em 1929 colaborou na Exposição de Sevilha e, no ano seguinte, fez uma permanência em São Tomé, de onde trouxe um grupo de quadros que expôs em 1931. No ano imediato foi um dos vencedores do concurso para a decoração do pavilhão português na Exposição Colonial de Paris. Venceria uma medalha de ouro na Exposição Internacional de Paris de 1937.
|                              |  |                              |
| Escultura em cerâmica (1959) |  | Escultura em cerâmica (1959) |

Ao longo da década de 1930 trabalhou também em cenografia para o teatro de revista, colaborando em produções como Sete e Meio, Ricócó, Manda Quem Pode, etc. Com a atividade a distribuir-se agora por um leque abrangente de atividades e um maior investimento na pintura (onde abordaria, a par das vias temáticas anteriores de cariz mais popular, a natureza-morta, as paisagens de Lisboa ou as composições religiosas), a sua colaboração em jornais e revistas abrandou. Entre 1935 e 1947 foi participante assíduo das Exposições de Arte Moderna do S.P.N./S.N.I., expondo em 8 edições (I, II, III, IV, V, VII, X e XI) e vencendo o Prémio Columbano em 1939. Entretanto haveria de uma vez mais redirecionar os seus interesses e, em 1945, expôs no S.N.I. o fruto da sua nova carreira, de ceramista, que lhe valeria a atribuição do prémio Sebastião de Almeida (S.N.I.; 1949) e a comenda de Sant’Iago. "Inspirando-se num ofício antigo, e em certa medida reinventando-o ou operando o seu renascimento", Barradas conquistou imediatamente o público, "oferecendo à arte contemporânea portuguesa uma nova expressão decorativa que muito seguida seria". A partir de então e durante vinte anos foi aí que centrou a sua atividade, expondo e realizando encomendas de grande escala de onde podem destacar-se uma Anunciação (Igreja de S. Eugénio, Roma, 1951) ou os dois painéis em relevo para o refeitório da Fundação Calouste Gulbenkian (Lisboa, 1969).
Em 1965 realizou uma surpreendente exposição individual na Galeria do Diário de Notícias, "certamente menor pela força das circunstâncias, mas que revelava neste artista […] uma sincera necessidade de renovação". Nessas pinturas, em muitos casos intituladas Caprichos, Barradas revelou uma sensibilidade subtilmente diversa, com ecos surrealizantes.
[…] creio que é justamente esta duabilidade que caracteriza JB, ele nunca pretendeu ser um surrealista ou ter outra posição mais marcada, categórica e undubitável. Daí eu ter considerado (cf. p.11), que se tratava mais de ecletismo e sincretismo e que (cf. p.15) era sim surrealismo em geral, mas mais especiaficamente a fase inicial, da Arte Metafísica, do que o Surrealismo ativista que se desenvolveu posteriormente.
Está representado em coleções públicas e privadas, nomeadamente: Museu Nacional de Arte Contemporânea do Chiado; Centro de Arte Moderna José de Azeredo Perdigão; Museu Nacional de Soares dos Reis; etc.
A 5 de julho de 1968, foi agraciado com o grau de Comendador da Ordem Militar de Sant'Iago da Espada.
Morreu a 30 de junho de 1971, na freguesia da Encarnação, em Lisboa.
Em 1971, a Câmara Municipal de Lisboa homenageou o pintor dando o seu nome a uma rua na zona da Estrada dos Arneiros, em Lisboa. Foi também atribuído o seu nome à Escola Básica Jorge Barradas, situada na mesma rua.

## Obra

Outros Tempos, publicado em O Riso da Vitória (15 de Setembro de 1919)

Ao longo das primeiras duas décadas de atividade Barradas distinguiu-se acima de tudo na ilustração e desenho de humor, que desenvolveu de modo inovador em obras de um "modernismo risonho" (frequentemente centrado na representação do feminino) que haveria de marcar toda a sua obra posterior. Na exposição dos Humoristas de 1913 "foi um dos expositores mais fecundos, com vinte e seis obras, crónicas de uma Lisboa ou de um Chiado mundano e popular também, num erotismo gracioso entre damas da alta ou de vida fácil".
Na década de 1920 as suas capas para a revista ABC e o seu desenho de humor revelam uma grande variedade de abordagens, oscilando entre as influências da Art déco ou de Beardsley e opções mais realistas ou expressionistas (J. A. França assinala, aqui, a influência de Olaf Gulbransson). Barradas é frequentemente comparado com o seu contemporâneo António Soares, de quem seria a antítese, "no snobismo de um e no popularismo de outro".
Trabalhando uma iconografia de raiz popular em tudo diversa da abordagem de Soares, as pinturas de Jorge Barradas – como, por exemplo, as duas que realizou para o café A Brasileira, Chiado, em 1925 –, "representam o estilo límpido e algo brincado dum pintor sem problemas no seu imaginário bem-humorado" (entre as suas personagens encontramos figuras recorrentes como a do mendigo, do bêbado, da burguesinha, do novo-rico, do ardina, da lavadeira, etc.). 

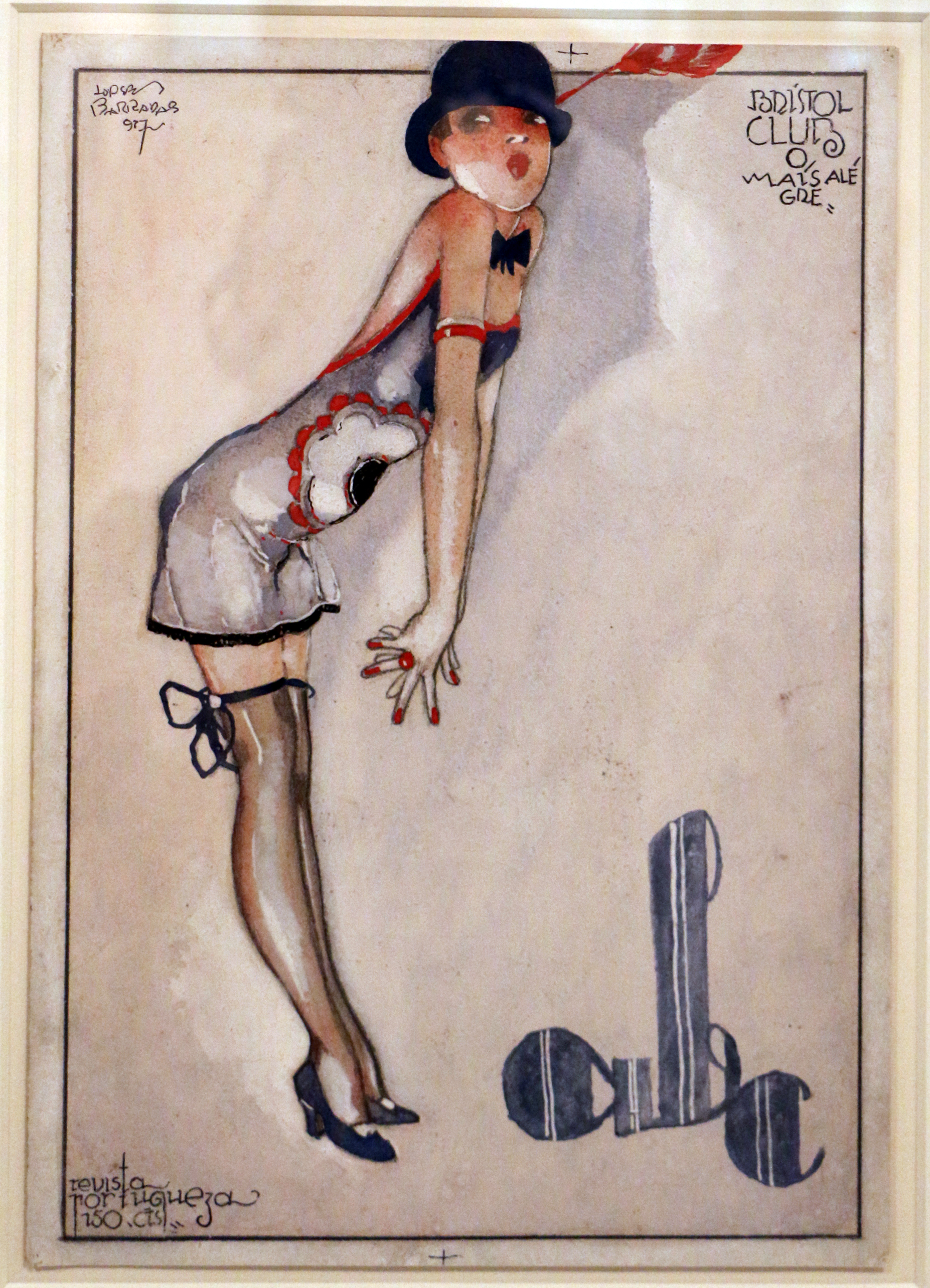
Bristol Club (1927)

Insistiria em muitas outras obras nessa tipologia folclórica, "tratada no excelente desenho modulante que fixara nas suas ilustrações", formulário que iria agradar, até oficialmente, e que conheceria sucesso – "figuração popular da cidade e dos seus arredores (ou duma Coimbra de estudantes e tricanas), generosa para além duma distância aristocraticamente marcada em humor e resolvida em graça ou em «charme» domingueiro" que lhe valeu, nas palavras de Artur Portela, o título de Malhoa 1930.
A visita a São Tomé em 1930 forneceu-lhe novas vias iconográficas, colhendo elementos, traçando costumes, registando tipos, à semelhança que havia feito anteriormente por ocasião da sua estadia no Brasil em 1923. Obras como Paisagem Tropical, 1931 (coleção do Museu do Chiado), representam a sua visão da ilha de São Tomé.
Quando optou predominantemente pela cerâmica (c. 1945), Barradas "trouxe para a nova prática um jeito de mãos algo precioso que correspondia à sua fase de então". Na centena de peças apresentadas na exposição de 1945 "havia estatuetas (figuras de meninas, num lirismo amaneirado), máscaras (em que as suas cabeças dos anos 20 perdiam energia plástica) e painéis de azulejos em que adotava habilmente, estilizando-a, uma figuração barroca de seiscentos". A partir de então e ao longo de vinte anos centrou a sua atividade na cerâmica, onde optou por um "formalismo decorativo" que a sua produção pictórica, realizada em paralelo, seguiu de perto.
Na sua exposição individual de 1965 o pintor, já septuagenário, deu conta de um desejo de renovação da sua obra, abrindo-se a um "vago sonho de beleza surreal onde brotavam estranhas flores lembradas da sua viagem a S. Tomé, trinta e tantos anos atrás. [...] Uma sensibilidade pictural, nova nele, diluía a antiga definição essencialmente plástica dos seus desenhos e pinturas – mas a «atmosfera de decorador cor-de-rosa, referida em 25, teve mais uma vez razão de ser assim chamada...".

## Galeria

Outros Tempos (1919)
ABC (1920)
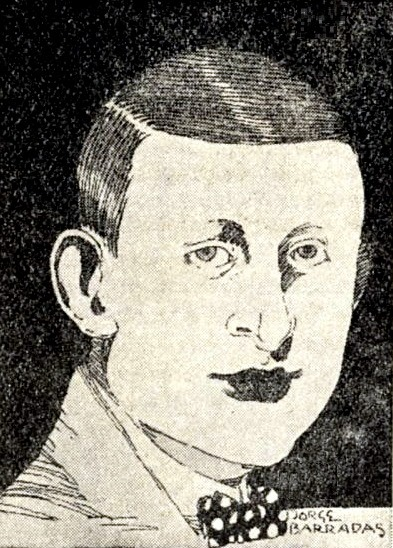
Auto-retrato (1921)
Sem título (1923)
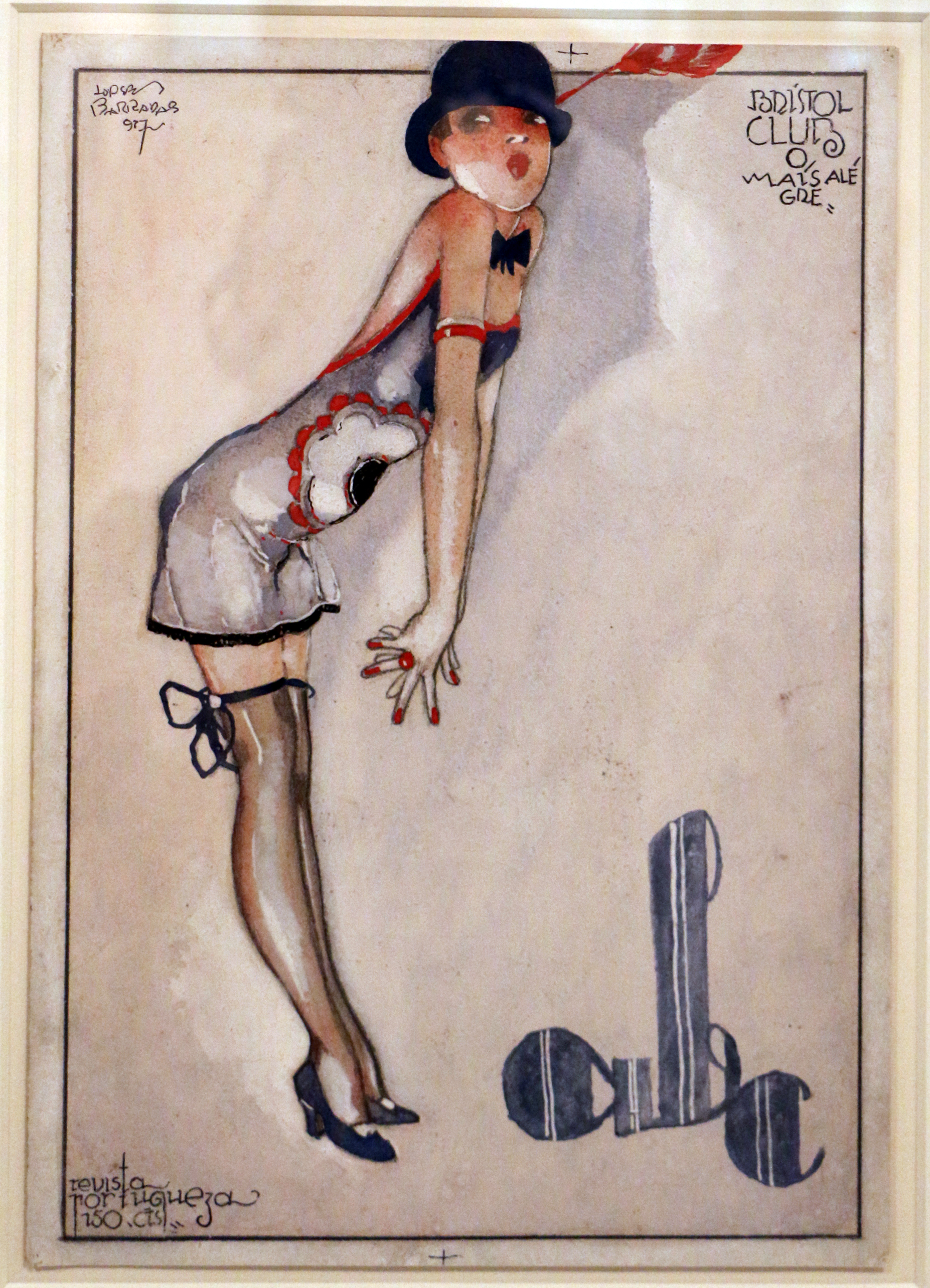
Bristol club (1927)
Lavadeiras (1938)
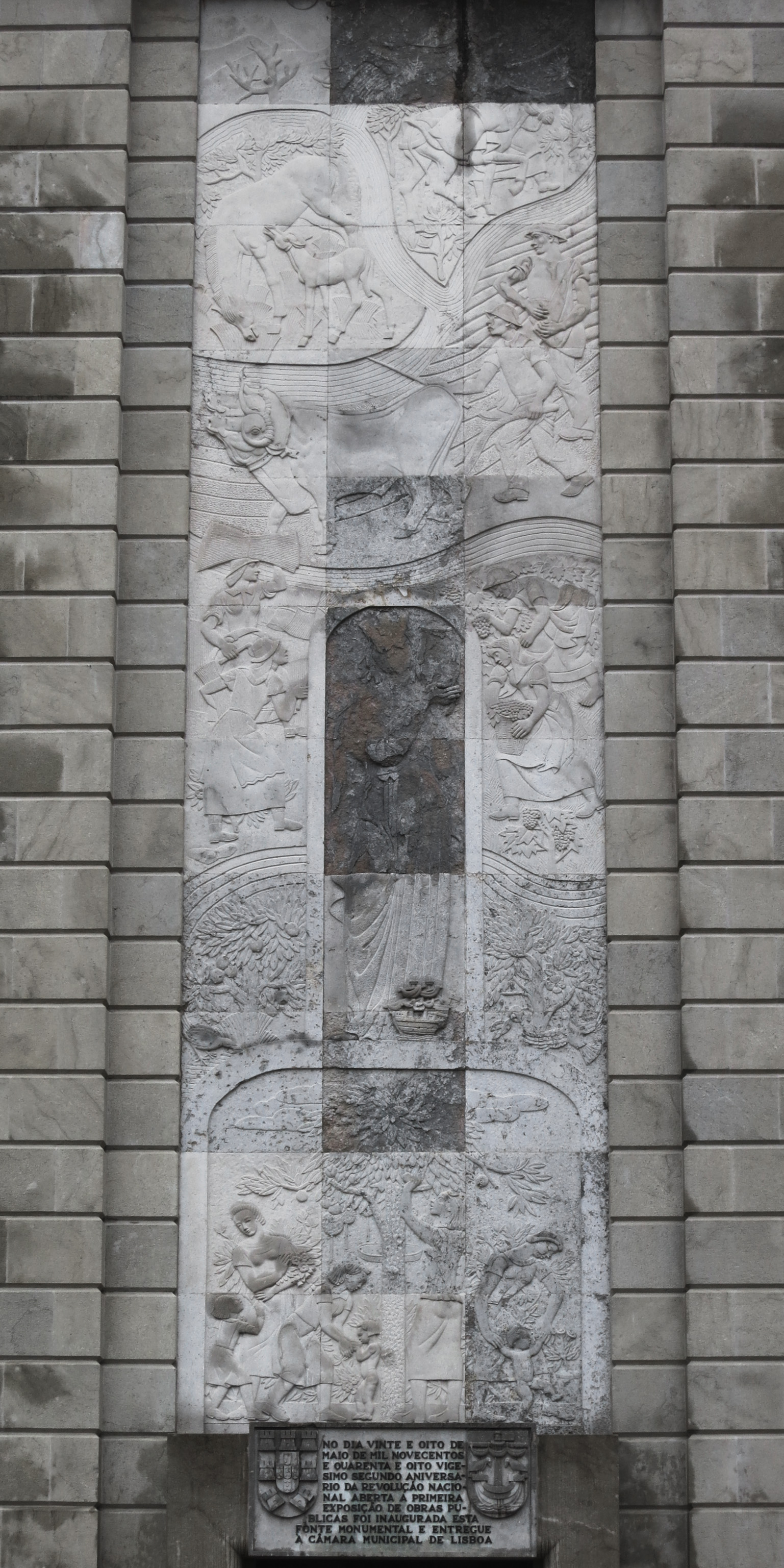
Baixo-relevo (c. 1940)
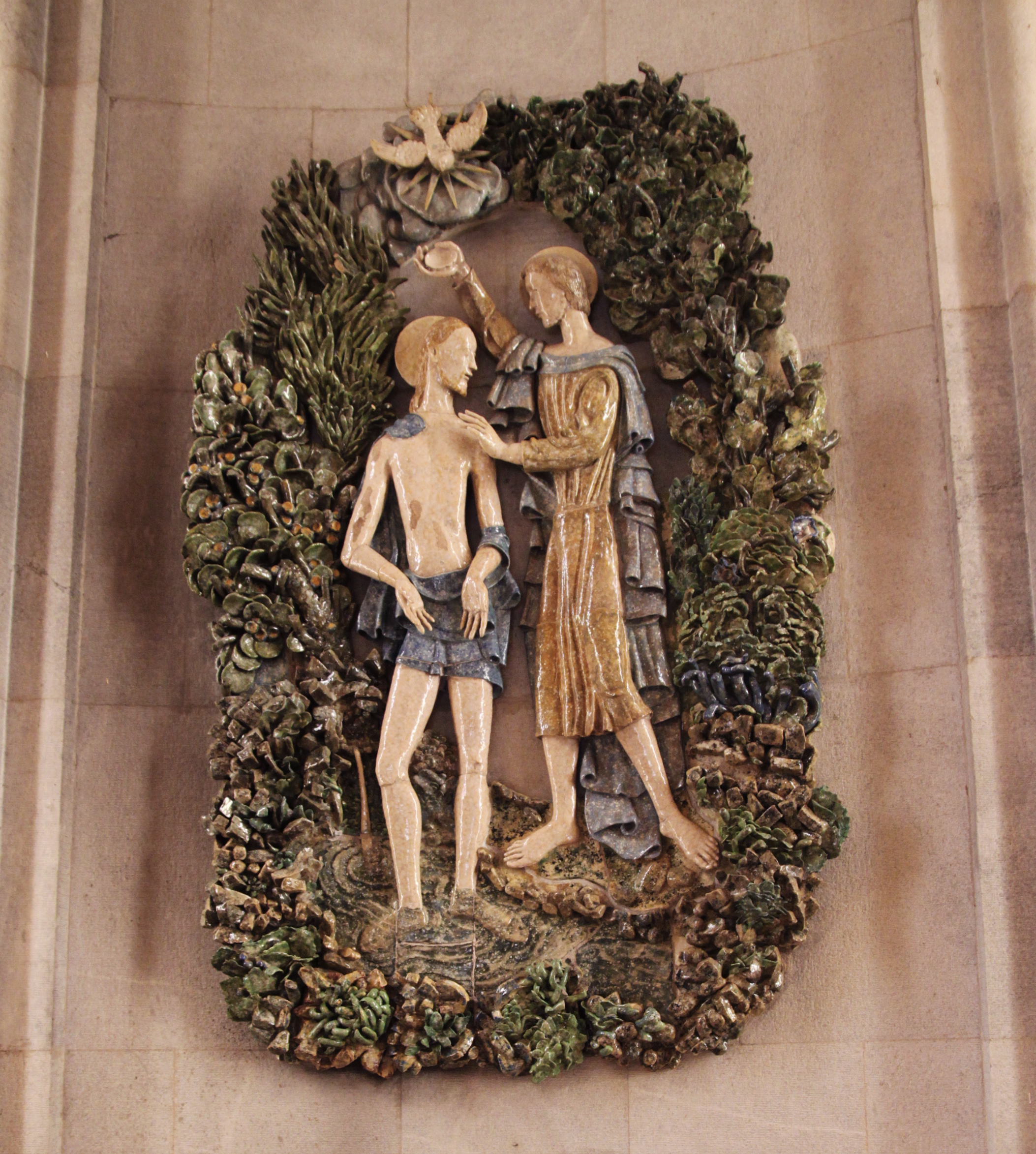
O batismo de Jesus (1952)
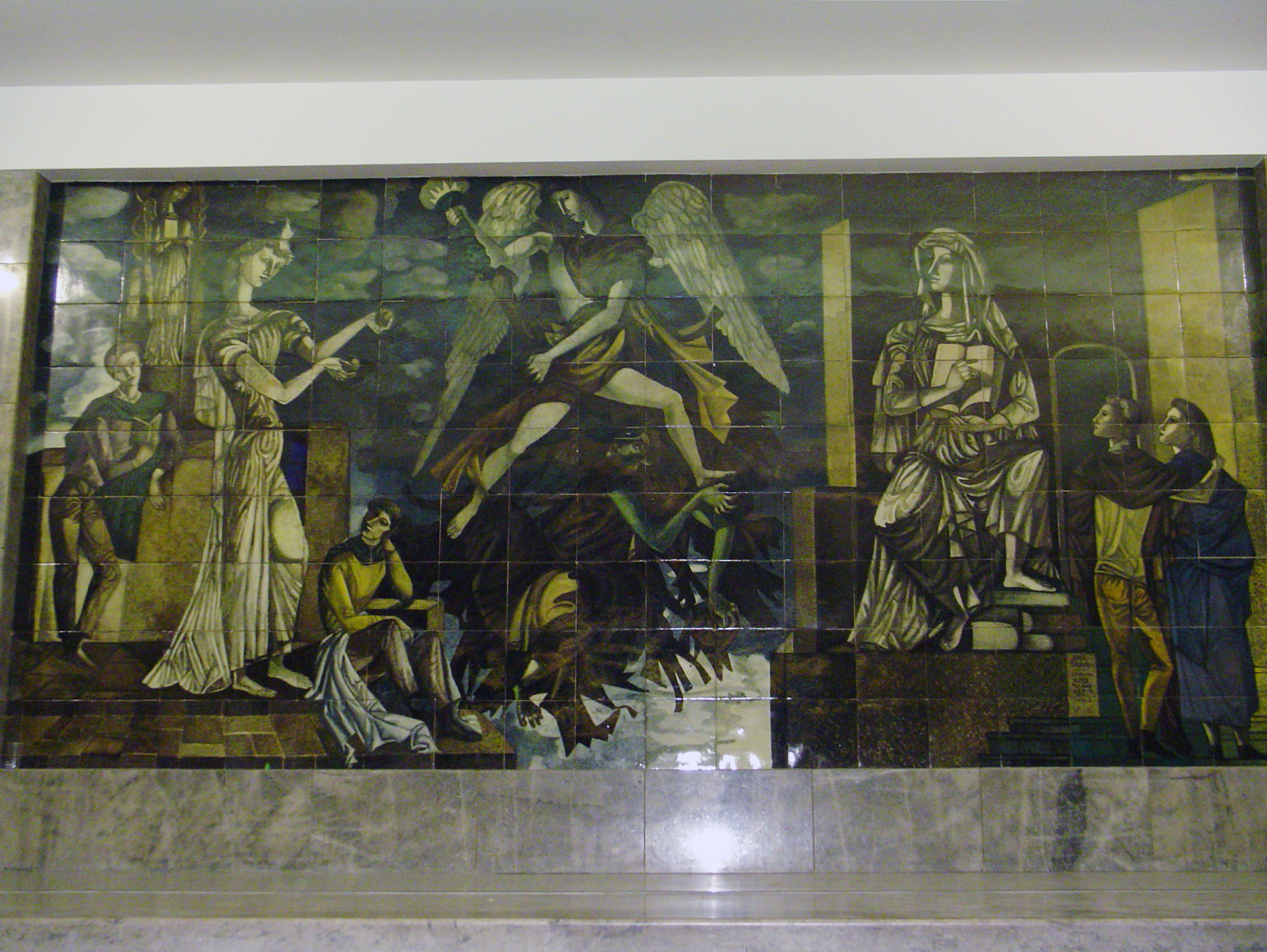
Painel de azulejos
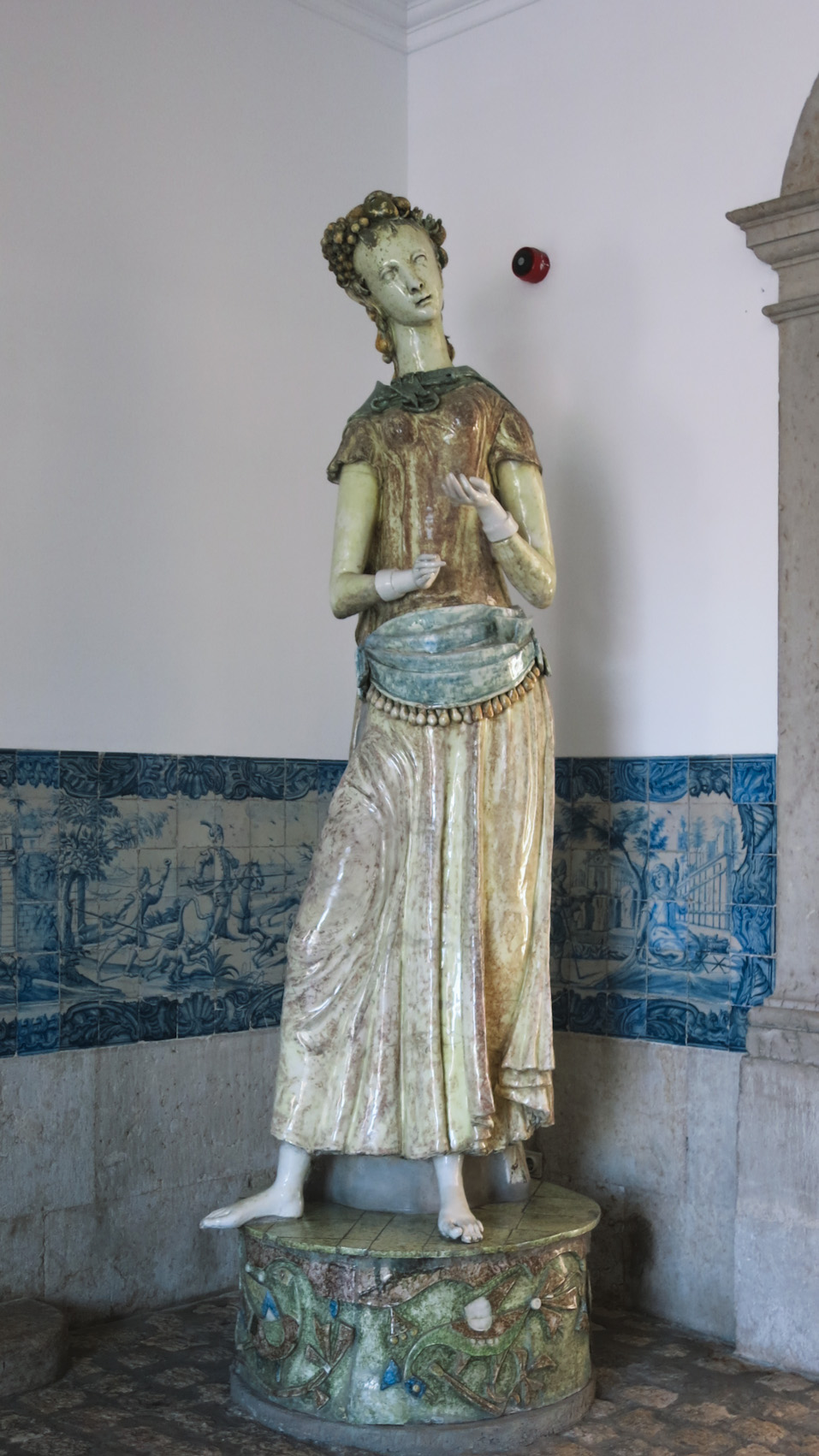
Esculturas em cerâmica (1959)